# Leprechaun 4 - Nello spazio
Leprechaun 4 - Nello spazio (Leprechaun 4: In Space) è un film horror fantascientifico del 1997 diretto da Brian Trenchard-Smith. È il quarto capitolo della saga di Leprechaun, con Warwick Davis sempre nella parte del leprecano. Come il suo predecessore, venne distribuito in formato direct-to-video.
In Italia il film, come tutti gli altri capitoli della serie, venne distribuito in direct-to-video.

## Trama
Anno 2096. Su un pianeta remoto, il perfido Leprechaun corteggia una splendida principessa aliena di nome Zarina, in un nefasto complotto per diventare re del suo pianeta natale. I due decidono di sposarsi, con ogni partner che pianifica segretamente di uccidere l'altro dopo la prima notte di nozze per godersi i benefici del matrimonio (un titolo nobiliare per il Leprechaun, l'oro del Leprechaun e i gioielli per la principessa) indisturbati.
Un plotone di marine spaziali arriva sul pianeta e uccide il Leprechaun per aver interferito con le operazioni minerarie. Lucky cerca di rubare l'oro ma viene ucciso dalla spada laser del folletto. Una granata esplode e uccide il folletto. Esultando per la vittoria, uno dei marines, Kowalski, urina sul corpo del folletto. All'insaputa di Kowalski, lo spirito del Leprechaun viaggia lungo il suo flusso di urina e nel suo pene, dove la sua presenza si manifesta come gonorrea. I marines tornano sulla loro nave con la ferita Zarina, che hanno in programma di tornare nel suo pianeta natale per stabilire relazioni diplomatiche positive. Il comandante della nave, il cyborg Dr. Mittenhand, spiega i suoi piani per utilizzare il DNA rigenerativo di Zarina per ricreare il proprio corpo, che è stato mutilato in un esperimento fallito. Altrove sulla nave, il Leprechaun emerge violentemente dal pene di Kowalski dopo che è stato eccitato durante un atto sessuale. I marine danno la caccia al Leprechaun, che li supera in astuzia e uccide la maggior parte dell'equipaggio in modi raccapriccianti e assurdi.
Mentre insegue Zarina, il Leprechaun inietta Mittenhand con una miscela del DNA di Zarina e i resti di uno scorpione e una tarantola misti, prima di avviare il meccanismo di autodistruzione della nave. Un marine sopravvissuto, Sticks, si precipita sul ponte per disinnescare l'autodistruzione, ma viene fermato da una richiesta di password. Mittenhand, ora un mostro grottesco che si fa chiamare "Mittenspider", impiglia i bastoncini in una ragnatela gigante. Nel frattempo, gli altri sopravvissuti affrontano il Leprechaun nella stiva, dove inavvertitamente lo trasformano in un gigante dopo avergli sparato con il raggio di crescita sperimentale del dottor Mittenhand.
L'ufficiale biologico della nave, Tina Reeves, fugge sul ponte e salva Sticks spruzzando Mittenhand con azoto liquido e sparandogli. L'unico altro marine sopravvissuto, Books, apre la camera di equilibrio in modo che il gigantesco Leprechaun venga risucchiato nello spazio ed esploda. Books si unisce agli altri al timone e deducono che la password è "Mago", poiché il dottor Mittenhand in precedenza si era paragonato al Mago di Oz. Dopo aver interrotto la sequenza di autodistruzione, Books e Reeves si baciano, mentre Sticks guarda fuori dalla finestra per vedere la mano gigante del Leprechaun che gli porge il dito medio.

## Promozione
(Tagline del film)